# Tollensbrug
De Tollensbrug is een stalen boogbrug uitsluitend voor de tram in de in de provincie Noord-Holland gelegen gemeente Diemen die ligt naast de brug in de "Provincialeweg", deel van de s113, en voert over de Weespertrekvaart. 

## Naamloze verkeersbrug
Sinds het eind van de jaren dertig lag hier een verkeersbrug die twee provinciale wegen (Haarlem-Schiphol-Diemen en Diemen-Weesp-Hilversum) ten zuiden van de trekvaart toegang gaf tot de Rijksweg 1 die ten noorden van de trekvaart lag. Zowel de provinciale wegen ter plekke als het deel van de rijksweg in Diemen (Muiderstraatweg) verloren hun status en werden stadswegen. 
De straat Provincialeweg verbindt de Elsrijkdreef in de Bijlmermeer met de Muiderstraatweg in Diemen en is een restant van Haarlem-Diemen. Van het complex maakt ook een fietstunnel deel uit. De brug kreeg in 2021 een Diemer brugnummer: B313 (de fietstunnel bleef een losstaand object).

## Tollensbrug
De brug werd halverwege de jaren negentig gebouwd naast de bestaande brug voor het verkeer en was noodzakelijk in verband met de aanleg van een enkelsporige verbindingstrambaan tussen de Hoofdwerkplaats Diemen-Zuid van het GVB (Amsterdam) en het eindpunt van tramlijn 9, sinds 22 juli 2018 tramlijn 19, aan de Sniep. De brug werd ingevaren op 19 mei 1996. Deze trambaan ligt in een grasbed aan de westkant van de "Provincialeweg" en aan de noordkant van de Muiderstraatweg. De trambaan en de brug was door tegenwerking van de Gemeente Diemen, omdat het ontsierend zou zijn, niet voorzien van bovenleiding waardoor de trams door een diesellocomotief moesten worden gesleept. Pas na 2000 kwam Amsterdam in overeenstemming met Diemen en werd er alsnog bovenleiding aangebracht.
De brug is in 1996 vernoemd naar de oude remise Tollensstraatin de Amsterdamse Kinkerbuurt welke centrale werkplaatsen in 1996 werd vervangen door de nieuwe Hoofdwerkplaats in Diemen-Zuid.

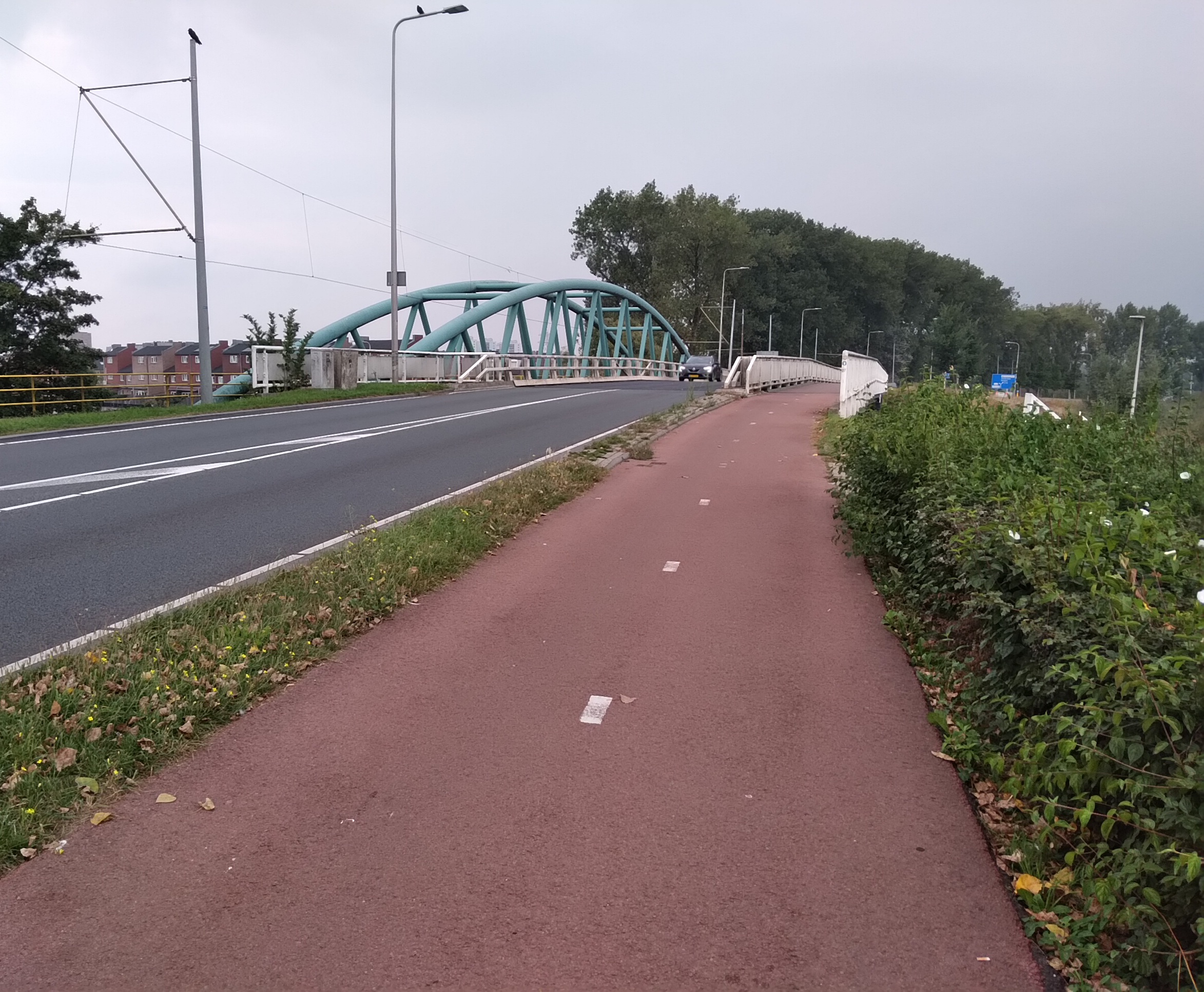
Van links naar rechts: Tollensbrug, verkeersbrug, fietsbrug (september 2021)